# NGC 2176
NGC 2176 (również ESO 86-SC50) – gromada otwarta, znajdująca się w gwiazdozbiorze Złotej Ryby. Należy do Wielkiego Obłoku Magellana. Została odkryta 3 stycznia 1837 roku przez Johna Herschela.